# 2719 Suzhou
A 2719 Suzhou (ideiglenes jelöléssel 1965 SU) a Naprendszer kisbolygóövében található aszteroida. A Bíbor-hegyi Obszervatórium fedezte fel 1965. szeptember 22-én.